# Ván

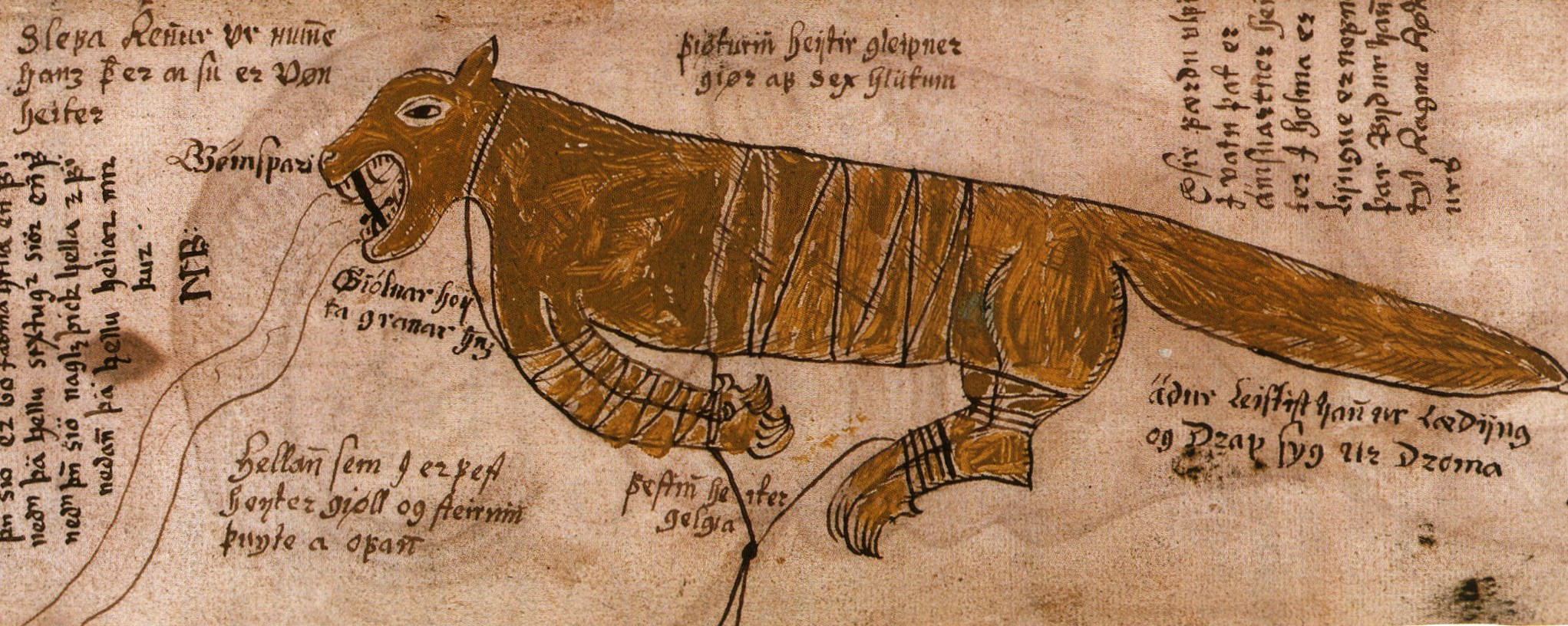
Un dessin du manuscrit AM 738 4to avec Fenrir attaché et la rivière Ván qui coule de sa mâchoire.

Dans la mythologie nordique, Ván ou Vám ou encore Vom (Ván signifie espoir alors que Vám se rapproche du substantif váma qui indique l'idée de dégoût, de vomissure) est la rivière formée de la bave du loup Fenrir une fois qu'il a été enchaîné grâce à une ruse du dieu Týr et des autres Ases. On suppose que Fenrir bave ainsi parce que les dieux qui l'ont enchaîné lui ont aussi fiché une épée dans la gueule avec la poignée contre la mâchoire inférieure et la pointe s'enfonçant dans le palais.
Ce nom est attesté dans le chapitre 34 de la partie Gylfaginning de l'Edda de Snorri : 
« Le loup rugit effroyablement, et de sa gueule coule de la bave qui forme le fleuve appelé Van. »
Dans deux manuscrits fragmentaires de l'Edda de Snorri il est question de deux rivières qui coulent de la gueule de Fenrir et non d'une seule. L'une s'appelle Ván ou Vón (espoir), l'autre s'appelle Víl (volonté).
On trouve une référence à la rivière dans la strophe 41 de la Lokasenna de l'Edda Poétique :
| Freyr qvaþ: 41. Vlf se ec liggia arósi fyr, vnz rivfaz regin; | Freyr dit : 41. Un loup je vois gésir À l'embouchure de la rivière Jusqu'à ce que les dieux périssent |  |